# Algadefe
Algadefe est une commune de la province de León dans la communauté autonome de Castille-et-León en Espagne. C’est aussi le nom du chef-lieu de ce municipio. D’après le recensement de 2010 de l’INE, il a une population de 315 habitants.

## Démographie
| Hommes | Classe d’âge | Femmes |
| ------ | ------------ | ------ |
| 1,54   | 85 et plus   | 2,77   |
| 2,46   | 80-84        | 4,92   |
| 5,85   | 75-79        | 4      |
| 2,46   | 70-74        | 4,31   |
| 3,38   | 65-69        | 4      |
| 3,69   | 60-64        | 3,38   |
| 3,08   | 55-59        | 1,54   |
| 2,77   | 50-54        | 3,38   |
| 4      | 45-49        | 1,85   |
| 3,69   | 40-44        | 3,69   |
| 3,69   | 35-39        | 3,08   |
| 1,23   | 30-34        | 1,85   |
| 4,92   | 25-29        | 2,15   |
| 1,54   | 20-24        | 1,85   |
| 1,54   | 15-19        | 2,15   |
| 2,77   | 10-14        | 0,92   |
| 1,54   | 5-9          | 1,23   |
| 0,92   | 0-4          | 1,85   |

À droite, on peut observer la pyramide des âges de la population d’Algadefe en 2009, les nombres correspondant au pourcentage de chaque classe d’âge sur la population totale. On voit que 42,77 % de la population a plus de 60 ans.